# Metopon

Strukturformel för metopon.

Metopon (metyldihydromorfinon), summaformel C18H21NO3, är ett smärtstillande preparat som tillhör gruppen opioider.
Substansen är narkotikaklassad och ingår i förteckningen N I i 1961 års allmänna narkotikakonvention, samt i förteckning II i Sverige.